# El aventador
El aventador es un cuadro del pintor del realismo francés Jean-François Millet, realizado en 1848, que se encuentra en el Museo del Louvre. Existen varias copias (en la National Gallery de Londres, Museo de Orsay) del original, ya destruido, siendo la del Museo de Orsay comprada por el ministro de interior de la Segunda República Francesa, Ledru-Rollin.

## El tema
Millet se dio a conocer con la exposición de esta obra en el Salón de París de 1848, dando comienzo a una serie de obras basadas en la dura vida de los campesinos. Por ello, en ocasiones fue acusado de realizar una pintura socialista, pero el autor negó siempre cualquier crítica a su obra.